# Typhlomys fengjiensis
Typhlomys fengjiensis — вид мишоподібних гризунів з родини малабаркових (Platacanthomyidae).

## Етимологія
Видовий епітет стосується типової місцевості в окрузі Фенджі, Чунцин, Китай.

## Біоморфологічна характеристика
Новий вид найбільш схожий на T. daloushanensis, але його можна відрізнити за великим розміром тіла та черепом у межах роду. Від T. chapensis і T. nanus відрізняється більш сплощеною черепною коробкою; від усіх відомих видів Typhlomys, за винятком T. cinereus, виличною дугою з виразним більш глибоким вигином. Новий вид також відрізняється від інших видів роду, за винятком T. daloushanensis, наявністю передньої ямки на М2.

## Середовище проживання
Новий вид наразі відомий лише з типового місцевості, але може також зустрічатися в прилеглих гірських районах на південному заході провінції Хубей на південь від річки Янцзи. Крім того, він також може бути поширений у північному Чунціні та північно-західному Хубеї навколо регіону гори Башань, якщо він може розповсюдитися через річку Янцзи. Досліджувані екземпляри були відловлені в гірських лісах з бамбуковим заростям біля доріг на середніх висотах (1579—1883 м над рівнем моря)